# Somatidia
Somatidia är ett släkte av skalbaggar. Somatidia ingår i familjen långhorningar.

## Dottertaxa tillSomatidia, i alfabetisk ordning[1]
- Somatidia albicoma
- Somatidia ampliata
- Somatidia angusta
- Somatidia antarctica
- Somatidia aranea
- Somatidia australiae
- Somatidia capillosa
- Somatidia convexa
- Somatidia corticola
- Somatidia costifer
- Somatidia crassipes
- Somatidia diversa
- Somatidia fauveli
- Somatidia flavidorsis
- Somatidia fulvipes
- Somatidia grandis
- Somatidia halli
- Somatidia helmsi
- Somatidia kaszabi
- Somatidia laevinotata
- Somatidia laevior
- Somatidia laevithorax
- Somatidia latula
- Somatidia lineifera
- Somatidia longipes
- Somatidia maculata
- Somatidia metallica
- Somatidia nitida
- Somatidia nodularia
- Somatidia olliffi
- Somatidia parvula
- Somatidia pennulata
- Somatidia pernitida
- Somatidia picticornis
- Somatidia pictipes
- Somatidia pinguis
- Somatidia posticalis
- Somatidia ptinoides
- Somatidia pulchella
- Somatidia rufescens
- Somatidia ruficornis
- Somatidia simplex
- Somatidia spectabilis
- Somatidia spinicollis
- Somatidia suffusa
- Somatidia tenebrica
- Somatidia terrestris
- Somatidia testacea
- Somatidia testudo
- Somatidia tricolor
- Somatidia waitei
- Somatidia websteriana
- Somatidia villosa